# Fritz Grahn
Fritz Henri Grahn, född 7 maj 1910 i Chemnitz i Tyskland, död 31 juli 1989 i Norrköping, var en tysk-svensk målare, tecknare och grafiker.
Han var son till verkmästaren Linus Resche och Martha Anna Schubert och adopterad 1937 av folkskolläraren Helena Grahn. Han var från 1941 gift med Maja-Stina Öhrwall och blev svensk medborgare 1943.
Grahn studerade vid Tekniska skolan i Stockholm, Högre konstindustriella skolan i Stockholm 1936–1939 och som stipendiat i England 1952 samt under studieresor till Nederländerna 1937, Paris 1948 och Norge 1950.
Bland hans offentliga arbeten märks mosaikinklädnad i Centrallasarettets matsalar, väggmålningarna på Majgårdens förskola och Ivahallen i Norrköping samt teaterdekorationer. Han tilldelades Östgötajournalisternas runturstipendium 1952 och Östgöta konstförenings stipendium 1966. Grahn medverkade i utställningar med Sveriges allmänna konstförening och Östgöta konstförening.
Hans konst består av figurkompositioner med fantasiföremål, stadsbilder och landskap samt målningar i vaxfärger och teaterdekorationer. 
Grahn är representerad vid Norrköpings konstmuseum, Östergötlands museum, Katrineholms museum och Östergötlands läns landsting.